# Дьявара, Сулейман
Сулейма́н Дьявара́ (допускается написание имени как Сулейман Диавара, фр. Souleymane Diawara; 24 декабря 1978, Дакар) — сенегальский футболист, защитник.

## Карьера
Свою профессиональную карьеру сенегальский защитник начал в «Гавре», за 5 сезонов выступлений в котором сыграл 105 матчей. В июле 2003 года сенегалец перешёл в «Сошо», в котором провел три сезона и обратил на себя внимание английского «Чарльтона», не пожалевших выложить за игрока 5,5 млн евро. Однако сходу покорить «Туманный Альбион» Дьяваре не удалось. Он сыграл чуть больше чем в половине матчей сезона и вынужден был вернуться обратно во Францию. Приютить у себя не всегда дисциплинированного игрока решился «Бордо», в котором Дьявара должен был составить компанию в центре обороны Марку Планюсу. Однако выручить за игрока потраченные ранее деньги «Чарльтону» всё-таки не удалось, «жирондинцы» раскошелились только на 3,9 млн евро. В сезоне 2007/08 Сулейман в общей сложности провёл за «Бордо» 32 игры, 6 из которых пришлись на Кубок УЕФА, где, собственно, похвастать африканцу особо нечем. Ведь именно его две грубейшие ошибки в обороне вылились в голы уступить еврокубковый путь бельгийскому «Андерлехту».
В декабре 2010 года Дьявара был дисквалифицирован на 2 матча чемпионата Франции за то, что наступил на лежащего соперника.
Не всегда гладко обстоят дела и в сборной. Являясь одним из авторитетнейших игроков национальной команды Сенегала, он был отчислен из сборной перед товарищеским матчем против сборной Кот-д'Ивуара в августе 2006 года. В дальнейшем за свои дисциплинарные нарушения Диавара был прощён, что позволило ему принять участие в Кубке африканских наций 2008 года. Однако успехом для сенегальцев это мероприятие не завершилось. Проиграв ангольцам и разойдясь миром с Тунисом и ЮАР, «неукротимые львы» завершили турнир на стадии группового этапа.

## Достижения
«Сошо»
- Обладатель Кубка французской лиги: 2004

«Бордо»
- Чемпион Франции: 2008/09
- Серебряный призёр чемпионата Франции: 2007/08
- Обладатель Суперкубка Франции: 2008
- Обладатель Кубка французской лиги: 2008/09

«Олимпик Марсель»
- Чемпион Франции: 2009/10
- Обладатель Кубка французской лиги: 2009/10, 2010/11
- Обладатель Суперкубка Франции: 2010, 2011